# Coalición para la Renovación de la República - Libertad y Esperanza
La Coalición para la Renovación de la República - Libertad y Esperanza (en polaco: Koalicja Odnowy Rzeczypospolitej Wolność i Nadzieja), conocido simplemente como KORWiN, es un partido político polaco libertario —de tendencias paleolibertarias— fundado el 22 de enero de 2015 por Janusz Korwin-Mikke tras su salida del partido Congreso de la Nueva Derecha. Posee un fuerte carácter euroescéptico.
El partido poseyó dos escaños en el Parlamento Europeo, ocupados por Janusz Korwin-Mikke y Robert Iwaszkiewicz. También participó en las elecciones presidenciales de 2015, obteniendo 486 084 votos (3,26 %) en la primera vuelta.

## Ideología
La Nueva Esperanza ha sido descrita como un partido de derechay de extrema derecha.En cuestiones sociales, el partido es conservador,y en cuestiones económicas, es de derecha libertaria.También ha sido descrito como populista de derecha. Ha expresado duras opiniones euroescépticas hacia la Unión Europea.Después de que Mentzen reemplazó a Korwin-Mikke como líder del partido, el partido se volvió más crítico con Rusia, y Mentzen describió a Rusia como la principal amenaza para Polonia, llamó al presidente ruso Vladímir Putin "asesino y bárbaro" y expresó su apoyo a Ucrania en la guerra ruso-ucraniana, aunque se mostró escéptico ante el aumento de la ayuda militar debido a la escasez de equipos en Polonia.